# Юрій Іванович Іллініч
Юрій Іванович Іллініч гербу Корчак (пом. 1526) — державний діяч, дипломат Великого князівства Литовського, маршалок двору (господарський) (1500—1519), маршалок надвірний (1519—1526); намісник (староста) лідський (1500—1504, 1507—1526), ковенський (1519—1522, 1523—1525), городецький (1522), рогачовський (1522) і пінський (1522), намісник (староста) й ключник (державця ключа) берестейський (1510—1526), державець бєліцький і ліпніський (1522—1526).

## Життєпис
Народився Юрій, імовірно, в 1470—1471 роках. Був сином Івашки (Івана) Іллініча, намісника дорогичинського, вітебського та смоленського. Згідно з усталеною думкою дослідників, його матір'ю була Анна Довґірдівна, донька Андрія Довґірдовича, зведена сестра гетьмана польного литовського та воєводи київського Андрія Немировича. Проте, на думку Римвідаса Петраускаса, яку підтримують інші сучасні дослідники, матір'ю Юрія була друга дружина Івашки Іллініча — незнана на ім'я донька Кезґайла Волімонтовича. Юрій мав старших брата Міколая та сестру невідомого імені — дітей першої батькової дружини невідомого походження.
Юрій Іллініч мав довгу та успішну кар'єру. Вперше він згадується на господарській службі 17 березня 1488 року. Ймовірно, він брав участь у війні між Великим князівством Литовським і Московією 1492—1494 років.
Наприкінці 1499 року помер його брат Міколай. Юрій став опікуном його дітей — сина Міколая й двох молодших доньок Катерини й Альжбети. Він дбав про їхні маєтності, відправив племінника на службу до великокняжого двору, а племінниць видав заміж.
Першу державну посаду — уряд лідського намісника (старости) Юрій Іллініч отримав 28 березня 1500 року. На початку грудня цього ж року він став маршалком двору (господарським). 9 вересня 1501 року у Більську він разом з іншими шляхтичами скріпив своєю печаткою грамоту литовських послів, які їхали до Польщі на обрання великого князя литовського Олександра Ягеллончика польським королем і проведення переговорів про унію з поляками. Опис герба з цієї печатки зробив Олег Однороженко: на німецькому щиті три розрізи (балки), над щитом шолом, навколо щита намет. На ще одній його печатці, відомої по відбитку з документа 1514 року, він помістив новий складний герб, де щит уже поділявся на чотири частини, в 1-й і 4-й — три балки (родовий Корчак), а в 2-й і 3-й — голова лева, з пащі якої видно язика (видозмінений герб матері «Задора»), над щитом шолом із заборолом, спрямований вправо, з короною, в клейноді два страусиних пера, намет навколо щита. Юрій Іллініч у жовтні 1501 року став одним із підписантів Мельницької унії.
Влітку 1502 року Іллініч перебував біля короля й великого князя Олександра в Мінську, де був свідком ряду господарських надань різним шляхтичам. Цього ж року він уперше згадується як член Господарської ради Великого князівства литовського.
Після цього згадки про Іллініча на певний час зникають із документів. Причиною цього став конфлікт між князем Михайлом Львовичом Глинським і Яном Юрійовичем Заберезинським. Одним із епізодів цього конфлікту стала боротьба за Лідське староство. Вважається, що в листопаді–грудні 1504 року монарх відібрав його в Іллініча й передав родичеві князя Глинського Андрію Дрожджі. Після звернення скривдженого лідського намісника за підтримкою до тестя Яна Заберезинського, а також до інших впливових радних панів, зокрема віленського єпископа Войцеха Табора, віленського воєводи й великого канцлера литовського Міколая Радзивіла, Андрій Дрожджа не був допущений до уряду. Розлючений монарх на вимогу князя Глинського на Берестейському сеймі 15 січня 1505 року наказав посадити Юрія Іллініча до в'язниці, а в його тестя Заберезинського відібрав уряд троцького воєводи й виключив його зі складу панів-ради. Іллініч, очевидно, недовго перебував в ув'язненні. 19 серпня 1506 року Олександр Ягеллончик помер. Після обрання 20 жовтня 1506 року новим великим князем Сигізмунда, останній невдовзі звільнив Іллініча, адже вже в листопаді-грудні того ж року Юрій Іванович знаходився на господарському дворі й виконував функції маршалка. Наступного року йому повернули й лідське намісництво, в липні він знову згадується як член пани-ради.
4 травня 1510 року Юрій Іллініч отримав Берестейське староство з Берестейським ключем.
Імовірно він разом із своїм військовим почтом брав участь у битві під Оршею 8 вересня 1514 року.
Юрій Іванович Іллініч брав активну участь у різних дипломатичних місіях Сигізмунда I. Надвірний маршалок, імовірно, користувався довірою в Кримському ханстві, бо хани Менґлі Ґерай та його син Саадет Ґерай називали його серед бажаних кандидатур на посла до ханства. У грудні 1517 року він разом із князем Костянтином Острозьким їздив як посол від панів-ради до польських панів, а на початку 1520 року разом із земським підскарбієм Богушем Михайлом Боговитиновичем був послом від короля до панів-ради.
1518 року Сигізмунд Старий узяв другий шлюб із Боною Сфорцою. Делегацію Великого князівства Литовського очолювали князь і великий гетьман литовський Костянтин Острозький і маршалок господарський Юрій Іллініч.
28 вересня 1519 року став старостою ковенським, був ним, щонайменше, до липня 1522 року, потім знову тримав це староство з листопада 2023 року по лютий 2025 року. 26 липня 1519 року Іллініч отримав посаду надвірного маршалка, обіймав її до кінця життя. Він часто знаходився біля короля й особисто супроводжував його в поїздках, був одним із найвпливовіших литовських радних панів першої чверті ХVI століття.
Як член Господарської ради, Юрій Іллініч повинен був брати участь у всіх вальних сеймах. Зокрема, він був присутній на Новогрудському сеймі 1508 року, також на Віленському великому сеймі влітку–восени 1522 року. На Гродненському сеймі 1522 року господар призначив Іллініча до комісії для укладення кордонів між Мазовією і Великим князівством Литовським.
Юрій Іллініч був одним із найбільших кредиторів Сигізмунда I. 1518 року пани-рада під слово монарха позичила в нього 500 коп грошей під заставу Берестейського замку разом із містом. Тоді ж Іллініч позичив королю ще 2 тисячі золотих червоних угорських під заставу Лідського замку з належними до нього господаревими дворами (державами) Бєліцою й Ліпнішками. На великому вальному сеймі в Гродно Юрій Іллініч подарував господарю згадану суму грошей, але попросив, щоб монарх дозволив йому тримати Берестейське та Лідське староства пожиттєво. Це прохання було задоволене королем 10 березня 1522 року.
Після смерті 1521 року останнього пінського князя Федора Івановича Ярославича, Пінське князівство перейшло у власність короля Сигізмунда I, який поставив тут намісником Юрія Іллініча. Останній повинен був розрахуватися з боргами померлого князя і залагодити юридичні та адміністративні питання. У травні 1522 року Юрій Іванович Іллініч став також городецьким і рогачовським старостою. На рубежі 1522/1523 років королева Бона прийняла нові володіння під своє безпосереднє керівництво й 1523 року пінським і рогачовським старостою став уже Іван Михайлович Харевич.
Юрій Іванович Іллініч склав свій тестамент 30 липня 1526 року в Бересті. Найімовірніше, там він невдовзі й помер, адже складав він свій останній документ уже «отходячи с того света». Був похований біля своєї дружини в костелі Святого Станіслава у Вільні, куди його тіло було перевезене з Білої.

## Сім'я
Юрій Іллініч був одружений із Ядвіґою Заберезинською (пом. 1521), донькою троцького воєводи та маршалка земського литовського Яна Юрійовича Заберезинського. Подружжя мало чотирьох синів і двох доньок:
- Анну Гелену (бл. 1504 — бл. 1543) — дружину воєводи полоцького, каштеляна троцького й старости жмудського Петра Кишки[38];
- Яна (бл. 1506—1507 — 1537) — маршалка господарського, державці мстиславського та радомлянського[39];
- Міколая (бл. 1508—1527)[40];
- Станіслава[ru] (бл. 1509—1531) — дідича Мірського замку та приналежних до нього дворів Жуховичі[be], Медведичі[be], Жеребковичі[be], Баратино, Бердовка[be], Придибайли[be][41];
- Щасного (Фелікса)[be] (бл. 1510—1542) — дідича дворів Збляни[be], Зельва з Зельвенською й Обчовською пущами, Тальковщизна на Підляшші, Воскреничі та Лазюки[42];
- Ядвіґу (бл. 1511—1537) — дружину старости утянського й війта берестейського Василя-Яна Абрамовича Єзафовича[43].

## Маєтності й фундації
Маєтності Юрія Іллініча складалися з населених пунктів і земель, успадкованих від батька, отриманих у віно від дружини, наданих господарями за службу, викуплених ним і отриманих за актами адопції (усиновлення).
Іван Іллініч, батько Юрія, перед смертю 1493 року поділив найважливіші родові маєтки поміж синами: старший Міколай отримав Повберег у Новогрудському повіті, а молодший Юрій — Чернавчиці в Берестейському повіті та двір у Вільні. Також, Юрій отримав Воронцевичі у колишньому Друцькому князівстві, Линтупи та Комарове на півночі, Мал(ь)ково на Підляшші.
Відомі три випадки адопції Юрія Івановича Іллініча, завдяки яким він набув частину своїх маєтностей. Вперше в своєму тестаменті 1485 року його адоптувала ймовірна рідна тітка по матері, Мілохна Кезґайлівна, вдова після Петра Сеньки Гедигольдовича, і передала йому маєток Мір. Вдруге його адоптували близько 1506 року бездітні Бартош (брат єпископа віленського Войцеха Табора) і Ганна Таборовичі й перадали йому у володіння маєток Ізбляни (Збляни) в Лідському повіті. Третя адопція була пов'язана з Юрієм Остромечовським (Остромечовичем), який записав Іллінічу власний маєток Остромечево й потім усиновив останнього з умовою пожиттєвої опіки. Мірський маєток став об'єктом судових суперечок із маршалком двірським (господарським) Яном Літавором Хребтовичем, які вирішилися на користь Іллініча лише після смерті конкурента. Юрій Іллініч, будучи надвірним маршалком, 1522 року скористався недосвідченістю нащадків Хребтовича, та через суд домігся прав на Мірський маєток.
Юрій Іллініч отримав в управління маєтки, які він набув від Заберезинських завдяки свояцьким зв'язкам своєї дружини. Зокрема, він розпоряджався маєтками Вістичі та Біла (тепер — Біла Підляська), отриманими при поділі спадщини зі шваґрами Заберезинськими, також виміняними в них за посаг дружини та придбаними Квасовкою, Шерешовом і Яблочним, а також Докудовим (тепер Докудово 1 і Докудово 2), відсудженим ним у Лева Боговитиновича.
За свою вірну службу великим князям литовським Юрій Іванович Іллініч отримав від них окрім староств ще чимало інших маєтностей. 1499 року він одержав від Олександра Ягеллончика свою першу вислугу — двір Демидовичі. 28 березня 1500 року великий князь надав йому вічним правом Малковські лови. 2 листопада 1501 року монарх підтвердив Іллінічу маєток Ліпнішки, які він придбав у Міколая Вєжґайла, 6 листопада маршалок господарський отримав підтвердження права на володіння маєтком Воронцевичі, яким володів ще його батько. У березні 1503 року Іллініч отримав від великого князя у вотчинне володіння маєток Дворище у Лідському повіті. 9 вересня 1510 року Сигізмунд Старий надав Юрію Іллінічу, зокрема, село Воскреничі в Берестейському повіті. Незабаром, 21 червня 1511 року Іллініч отримав від господаря підтвердження на володіння маєтками Шерешово, Квасовка й іншими, які він придбав і виміняв у Яна та Юрія Яновичів Заберезинських. 21 вересня 1518 року Іллініч придбав у Міколая Зеновича, чоловіка своєї племінниці Анни Міколаївни Іллініч, їхню частку Зельви.

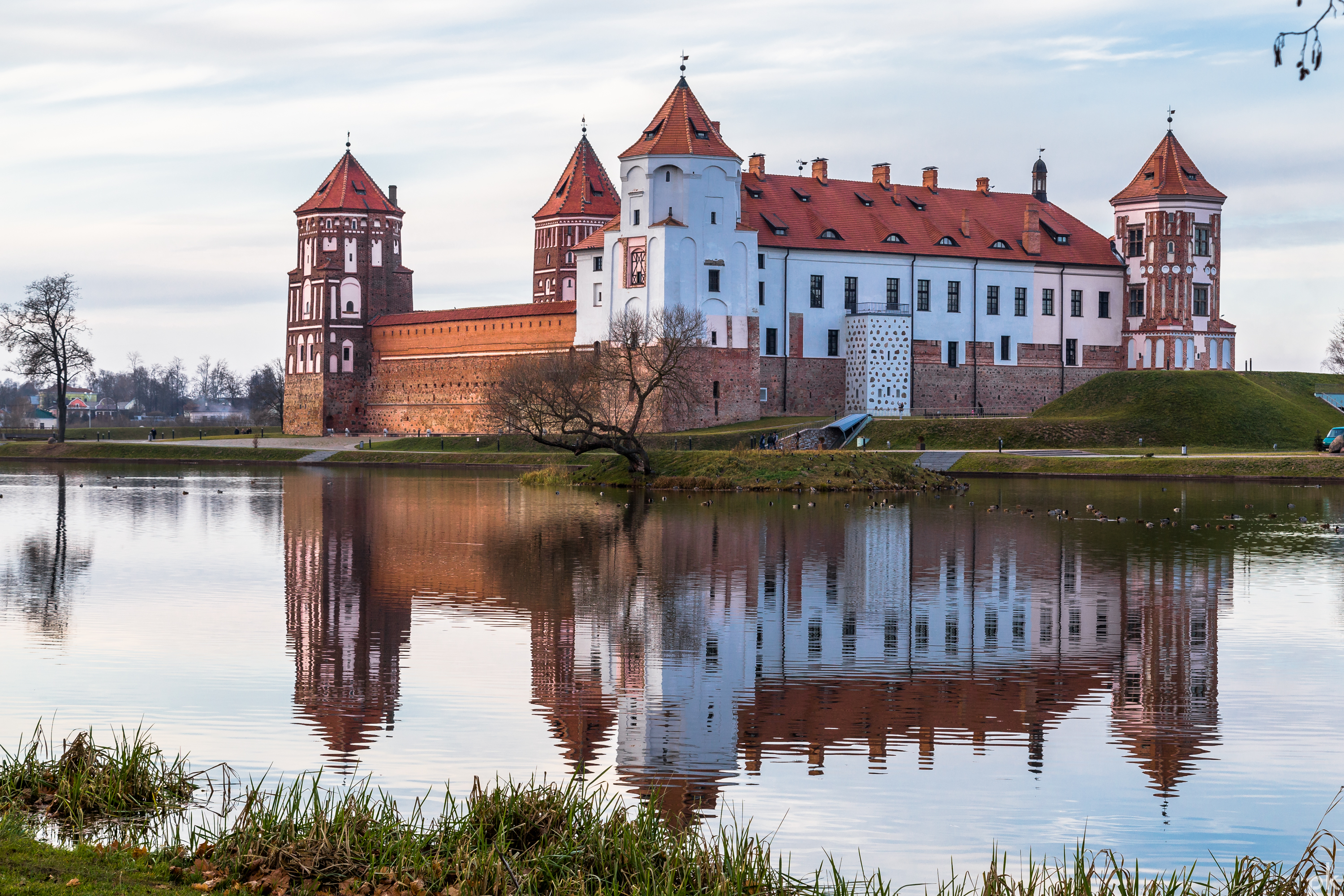
Краєвид Мірського замку, 2014 рік

Протягом свого життя Юрій Іллініч значно розширив свої маєтності, зокрема, головні з них — Мір і Чернавчиці, придбаваючи нові двори й землі навколо них. Він також сприяв їхньому розвитку, а також заснував нові села. Також він близько 1510 року (за ін. даними — близько 1522 року) заклав мурований замок у Мірі в готичному стилі, дерев'яний замок у Шерешові, займався фундаторською діяльністю. Він підтвердив фундацію його батьком костелу в Чернавчицях, імовірно, фундував 1522 року в Білій костел Святої Анни та спричинив фундацію нового костелу Святої Варвари в Бересті. Після свого тестя Іллініч 1522 року перейняв опіку над Яблочинським монастирем.